# Ruan Pablo
Ruan Pablo Barbosa Sousa dit Ruan Pablo, né le 23 juillet 2008 à Salvador au Brésil, est un footballeur brésilien qui évolue au poste d'ailier gauche à l'EC Bahia.

## Biographie

### En club
Né à Salvador au Brésil, Ruan Pablo est formé par l'EC Bahia, qu'il rejoint en 2019. Le 23 juillet 2024 il signe son premier contrat professionnel avec le club, valable jusqu'en juillet 2027.
Il fait ses débuts en professionnel le 25 juillet 2024, lors d'un match de Brasileirão, la première division brésilienne, face à l'Atlético Goianiense. Il entre en jeu à la place de Cauly (en) lors de cette rencontre où les deux équipes se neutralisent (1-1 score final). Cette apparition, à 16 ans et un jour, fait de lui le plus jeune joueur de l'histoire du club à faire ses débuts en professionnel.

### En sélection
Avec l'équipe du Brésil des moins de 17 ans il dispute le championnat sud-américain des moins de 17 ans en 2025. Il participe au sacre de son équipe, qui s'impose en finale contre la Colombie après une séance de tirs au but.

## Palmarès

### Sélection
Brésil moins de 17 ans
- championnat sud-américain des moins de 17 ans
  - Vainqueur : 2025